# 石川マサキ
石川 マサキ（いしかわ マサキ、12月21日 - ）は、日本の漫画家。

## 概要
以前はひぢりれい（聖麗）の名前で成人向け漫画も描く。現在は、平仮名から片仮名に変えたヒヂリレイの名前で描いている。
成人向け作品でプロデビュー。当初は少女漫画的なふんわりした作風と白くて軽い画面を持ち味としていたが、その後描き込むタイプに転身。細部や陰影を執拗に表現するため画面密度が高く、しっかりした肉体描写も相まって濃い目の作風となった。ただし作品や時期によって画風を大幅に変えることもある。嗜好は幼女、熟女、ショタなどオールラウンド。本人が「エロに復帰したい」（ヒヂリ日誌 2007年2月20日）と語っていることもあり、成人向け作品から完全に引退したわけではない。2007年夏に復刊した（実質上は新創刊）『コミックホットミルク』（コアマガジン・隔月刊）で久々に成人向け作品を手がけることとなった。現在、主に茜新社発行の男性向け成人向け漫画『コミックエルオー』で活動中。
一般向け作品においては描き込みが控え目になり受け入れられやすい絵柄になっているが、描線の柔らかさ、表現の細やかさは健在である。

## 作品リスト

### 石川マサキ名義
- 『魔法使いのたまごたち』 （2005年 - 2007年、『月刊少年シリウス』連載、原作：雑破業、全3巻）
- 『私立トアール学園2年☆組物語』 （2006年 - 、『月刊コミックアライブ』連載、既刊1巻）
- 『放課後探偵倶楽部』 （『月刊ヤングキング』連載）
- 『13GAME』 （マッグガーデン『月刊コミックブレイド』連載、〈ブレイドコミックス〉、既刊1巻）
  1. 2012年11月9日発売[3]、ISBN 978-4-80000-061-3

### ひぢりれい名義
- 『新造人類ポポコちゃん』 富士美出版〈富士美コミックス〉
  - 『起動編』 1996年8月発売、ISBN 4-89421-176-9
  - 『接触編』 1997年1月発売、ISBN 4-89421-198-X
- 『ひぢり三味』 1998年5月発売、富士美出版〈富士美コミックス〉、ISBN 4-89421-275-7
- 『新造人類ポポコちゃん』 蒼竜社〈プラザコミックス〉、全2巻
  1. 1999年11月発売、ISBN 4-88386-037-X ※再録本
  2. 2000年1月発売、ISBN 4-88386-041-8 ※再録本
- 『アブナイ♥悦子先生』 2000年3月発売、富士美出版〈富士美コミックス〉、ISBN 4-89421-370-2
- 『PRAYER BJ』 2001年2月2日初版発行[4]、茜新社〈TENMA COMICS〉、ISBN 4-87182-436-5
- 『UK -UNMORAL KIDs-』 2003年9月20日初版発行[5]、茜新社〈TENMA COMICS〉、ISBN 4-87182-586-8

### ヒヂリレイ名義
- 『淫牝（エロスケ）』 2008年3月19日発売[6]、コアマガジン〈メガストアコミックス160〉、ISBN 978-4-86252-366-2